# Bengio (Musiker)

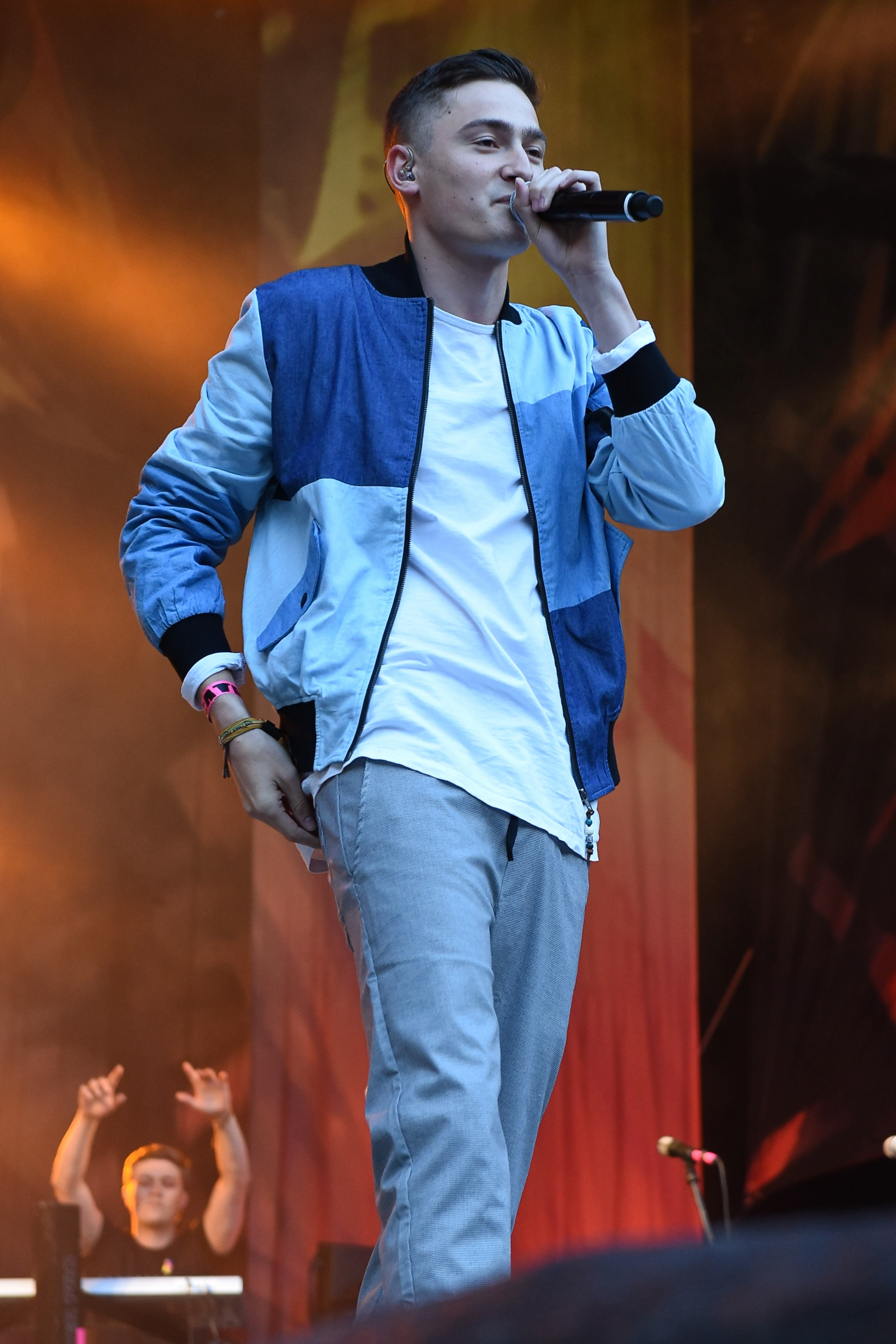
Bengio (2016)

Bengio (* 7. Juli 1993 in Fulda als Ben-Giacomo Wortmann)  ist ein deutscher Sänger und Songwriter.

## Leben
Bengio kam schon früh durch seinen Vater, der in der Musikbranche tätig ist, mit deutscher Musik in Kontakt. 2013 brachte er sein erstes Album B.E.N.G.I.O. heraus. Daraus folge die Nominierung für den You-FM-Newcomer-Award. Durch die Single Ich komm nach Hause jetzt erreichte Bengio erstmals größeren Erfolg und Aufmerksamkeit. Wegen der dadurch gewonnenen Aufmerksamkeit schickte er eine Single zum Manager von Musiker Samy Deluxe, worauf eine Zusammenarbeit entstand. In einem Interview sagte Bengio: „Zwischen Samy und mir ging es von Anfang an nie um Verträge oder um Geld, es ging immer nur um Musik.“
Ende 2015 erschien seine erste EP mit dem Titel Unterwegs, die sich allerdings nicht in den Charts platzieren konnte. Als erste und einzige Single erschien der Song Freundschaft. Seitdem produziert er selber Beats und schreibt Songs. Nach eigener Aussage versuchte Bengio einmal ein Buch zu schreiben. Am 9. Dezember 2016 wurde die Single Irgendwas mit Yvonne Catterfeld veröffentlicht, wodurch Bengio wieder größere Aufmerksamkeit bekam und seinen ersten Charterfolg erlangte.
Im Oktober 2017 erschien mit Perfeqt die erste Single aus seinem zweiten Album Wunderschönes Chaos, welches am 30. November 2018 erschien. Als zweite und dritte Single erschienen am 1. Juni 2018 die Songs Wir und Glück (mit Lina Maly). In seinem Musikvideo zur fünften Single Fan von dir aus dem Album, welches im November 2018 veröffentlicht wurde, spielt Model und Moderatorin Lena Gercke mit, die Single konnte sich allerdings nicht in den deutschen Charts platzieren. Am 30. November 2018 trat er mit diesem Song bei The Dome auf. Im März 2019 erschien mit Augen die letzte Single aus dem Album, die abermals die Charts verfehlte.
Er ist Vater einer Tochter.

## Diskografie

### Alben
| Jahr | Titel Musiklabel                    | Anmerkungen                             |
| ---- | ----------------------------------- | --------------------------------------- |
| 2013 | B.E.N.G.I.O. Selbstveröffentlichung | Erstveröffentlichung: 1. März 2013      |
| 2018 | Wunderschönes Chaos Kunstwerkstadt  | Erstveröffentlichung: 30. November 2018 |

### EPs
| Jahr | Titel Musiklabel         | Anmerkungen                            |
| ---- | ------------------------ | -------------------------------------- |
| 2015 | Unterwegs Kunstwerkstadt | Erstveröffentlichung: 4. Dezember 2015 |

### Singles
| Jahr | Titel Album                             | Anmerkungen                                          |
| ---- | --------------------------------------- | ---------------------------------------------------- |
| 2013 | Ich komm nach Hause jetzt B.E.N.G.I.O.  | Erstveröffentlichung: 25. Januar 2013                |
| 2015 | Freundschaft Unterwegs                  | Erstveröffentlichung: 13. November 2015              |
| 2017 | Perfeqt. Wunderschönes Chaos            | Erstveröffentlichung: 27. Oktober 2017               |
| 2018 | Glück Wunderschönes Chaos               | Erstveröffentlichung: 1. Juni 2018 feat. Lina Maly   |
| 2018 | Wir Wunderschönes Chaos                 | Erstveröffentlichung: 1. Juni 2018                   |
| 2018 | Wunderschönes Chaos Wunderschönes Chaos | Erstveröffentlichung: 7. September 2018              |
| 2018 | Fan von dir Wunderschönes Chaos         | Erstveröffentlichung: 9. November 2018               |
| 2019 | Augen Wunderschönes Chaos               | Erstveröffentlichung: 15. März 2019                  |
| 2019 | Unbeschreiblich –                       | Erstveröffentlichung: 29. November 2019              |
| 2021 | Reset –                                 | Erstveröffentlichung: 4. Juni 2021                   |
| 2021 | Au Revoir Tristesse –                   | Erstveröffentlichung: 23. Juli 2021                  |
| 2021 | Dominio –                               | Erstveröffentlichung: 22. Oktober 2021 feat. Megaloh |

### Gastbeiträge
| Jahr | Titel Album                     | Höchstplatzierung, Gesamtwochen, AuszeichnungChartplatzierungen (Jahr, Titel, Album, Platzierungen, Wochen, Auszeichnungen, Anmerkungen) | Höchstplatzierung, Gesamtwochen, AuszeichnungChartplatzierungen (Jahr, Titel, Album, Platzierungen, Wochen, Auszeichnungen, Anmerkungen) | Höchstplatzierung, Gesamtwochen, AuszeichnungChartplatzierungen (Jahr, Titel, Album, Platzierungen, Wochen, Auszeichnungen, Anmerkungen) | Anmerkungen                                                                    |
| Jahr | Titel Album                     | DE | AT | CH | Anmerkungen                                                                    |
| ---- | ------------------------------- | --- | --- | --- | ------------------------------------------------------------------------------ |
| 2016 | Irgendwas Guten Morgen Freiheit | DE27 (9 Wo.)DE | AT17 (16 Wo.)AT | CH41 (1 Wo.)CH | Erstveröffentlichung: 9. Dezember 2016 Yvonne Catterfeld feat. Bengio          |
| 2021 | Diese Welt braucht Liebe –      | — | — | — | Erstveröffentlichung: 29. Oktober 2021 Nico Suave & Teesy feat. Liebe Allstars |